# Olivier Minne
Olivier Minne (ur. 18 marca 1967 w Ixelles) – francuski prezenter telewizyjny, aktor i producent.

## Życiorys
Minne urodził się w Belgii. Jego ojciec jest Belgiem, a matka Francuzką.
W Paryżu Minne studiował sztuki dramatyczne na Cours Florent. W 1992 rozpoczął pracę we francuskim programie telewizyjnym Matin Bonheur. W 1997 został zarówno prezenterem, jak i współproducentem programu Cercle de Minuit.
W latach 1995–1997 we Francji był komentatorem Konkursu Piosenki Eurowizji.
W 2000, był także gospodarzem teleturnieju La Cible emitowanym na kanale France 2. Następnie został gospodarzem (współgospodarzem z Sarah Lelouch od 2003 do 2005 i Anne-Gaëlle Riccio od 2006 do 2009) popularnego teleturnieju Fort Boyard.
W 2016 wystąpił w 7 sezonie programu Danse avec les stars, a jego partnerką była Katriną Patchett. Para zajęła ostatnie miejsce.
W 2021 współprowadził 19. Konkurs Piosenki Eurowizji Junior w Paryżu wraz z Carlą Lazzari i Élodie Gossuin, a także 21. Konkurs Piosenki Eurowizji Junior w Nicei wraz z Laury Thilleman.

## Życie prywatne
Jest gejem. 